# Алагон (река)
Алаго́н (исп. Río Alagón) — река на западе Испании, правый приток Тахо, течёт по территории Кастилии-Леона и Эстремадуры. Длина реки — 209 км. Самый длинный приток реки Тахо. Высота устья — 200 м над уровнем моря. Высота истока — 1060 м над уровнем моря.
Берёт начало в провинции Саламанка на западе Испании. В верхнем и среднем течении течёт через слабозаселённые территории Кастилии. В 50 км от устья протекает через единственный город Кориа. На реке расположены 3 плотины.